# اتان لرد
اتان لیرد (انگلیسی: Ethan Laird؛ زادهٔ ۵ اوت ۲۰۰۱) بازیکن فوتبال اهل بریتانیا است که به صورت قرضی برای باشگاه واتفورد بازی می‌کند.
وی همچنین در تیم‌های ملی فوتبال زیر ۱۷ سال انگلستان، زیر ۱۸ سال انگلستان و زیر ۱۹ سال انگلستان بازی کرده‌است.